# Osmia texana
Osmia texana är en biart som beskrevs av Cresson 1872. Den ingår i släktet murarbin och familjen buksamlarbin. Inga underarter finns listade i Catalogue of Life. Arten förekommer i Nordamerika, främst den västra delen.

## Beskrivning
Arten har en mörk grundfärg, hos hanen mörkblå övergående till nästan svart på mellankroppen och lätt rökfärgade vingar. Behåringen är övervägande ljus, hos honan rent vit på delar av huvudet och mellankroppen. Undantag är honans labrum och scopa, som båda är svarthåriga. Behåringen på bakkroppen är obetydlig, undantaget honans scopa och två hårband längs bakkanterna på hanens tergit 4 och 5. Kroppslängden är omkring 12 mm hos honan, omkring 9 mm hos hanen.

## Utbredning
Utbredningsområdet omfattar främst västra Nordamerika, med en västgräns från British Columbia i Kanada till Kalifornien i USA, och en östgräns från North Dakota till Texas. Vissa fynd har även gjorts längre österut, som Michigan, New York och Florida.

## Ekologi
Arten är polylektisk, den flyger till blommor från många olika familjer, främst korgblommiga växter, och bland dem i synnerhet tistlar, men också strävbladiga växter, ärtväxter, kransblommiga växter, malvaväxter, rosväxter, oleanderväxter, kaktusväxter, vindeväxter, gentianaväxter, liljeväxter, dunörtsväxter, gyckelblomsväxter, grobladsväxter, slideväxter och flenörtsväxter. Flygtiden varar från maj till augusti utom i Florida, där arten börjar flyga redan i mars.
Som alla murarbin är arten solitär, honan svarar ensam för omhändertagandet av avkomman. Hon inrättar främst bona i övergivna bogångar av pälsbin (Anthophora) i lerbankar, men kan också bygga dem i ihåliga stjälkar eller gräva ut dem i trävirke.